# Антонов-Грицюк, Николай Иосифович
Никола́й (Лука́) Ио́сифович Анто́нов-Грицю́к (1893, Дольск, Ковельский уезд, Волынская губерния, Российская империя — 23 февраля 1939, Москва, Советский Союз) — контрразведчик, высокопоставленный деятель ВЧК-ОГПУ-НКВД, майор государственной безопасности. Нарком внутренних дел Кабардино-Балкарской АССР, позднее — начальник Тюремного отдела НКВД СССР. Кавалер двух орденов Боевого Красного Знамени РСФСР. Председатель особой тройки НКВД СССР. Расстрелян в 1939 году, реабилитирован посмертно.

## Биография

### Ранние годы
Родился в украинской семье батрака под именем Лука Грицюк. Образование: 2 класса сельского училища. В РКП(б) с февраля 1918 года.
В течение десятилетия, с 10 лет, батрачил у помещиков и колонистов, Ковельский уезд Волынской губернии, с 1903 по ноябрь 1913 год.
В Русской императорской армии рядовой 65-го Моршанского стрелкового полка с ноября 1913 по сентябрь 1914 год. Младший унтер-офицер Орского и Бузулукского стрелкового полков, Юго-Западный фронт с сентября 1914 по май 1916 год. Прапорщик Орского и Бузулукского стрелкового полков с мая 1916 по март 1917 год (произведён за боевые заслуги). Затем следует производство в офицеры, подпоручик Измайловского лейб-гвардии полка, где служит с марта по июль 1917 г. Полный Георгиевский кавалер.
Батрак у кулака, на подпольной работе, местечко Дубровица Ровенского уезда Волынской губернии с июля 1917 по декабрь 1918 года, один из организаторов и руководителей Дубровицкого восстания 1918 года.

### В рабоче-крестьянской Красной армии
В РККА заместитель комиссара 1-го Коммунистического повстанческого отряда с декабря 1918 по 1919 год. Командир роты 21-го Волынского полка, начальник хозяйственной части 21-го Волынского полка по март 1919 г. Командир роты караульного батальона Староконстантиновского уездного военкомата с марта по июль 1919 г. Помощник командира 398-го Богунского стрелкового полка с июля по октябрь 1919 г, участвовал в боях под Житомиром и Коростенем. Заместитель уполномоченного по организации партизанских отрядов РВС и штаба 12-й армии с октября 1919 по март 1920 года.

### В органах государственной безопасности
В органах ВЧК—ОГПУ—НКВД с 1920 г. : уполномоченный Особого отдела ЧК 12-й армии с марта 1920 г. по март 1922 г. Уполномоченный ГПУ при СНК Украинской ССР, с марта по август 1922 г., одновременно уполномоченный Киевского губернского отдела ГПУ. Один из ключевых участников операции по изъятию генерала Ю. И. Тютюнника с территории Польши. Уполномоченный Полномочного представительства ОГПУ по Юго-Востоку — Северо-Кавказскому краю с августа 1923 года по ноябрь 1929 года. Помощник начальника, затем начальник Кабардино-Балкарского областного отдела ОГПУ с ноября 1929 года по 10 июля 1934 года. Начальник УНКВД Кабардино-Балкарской АССР с 15 июля 1934 года по 1 июля 1937 года. Народный комиссар внутренних дел Кабардино-Балкарской АССР с 1 июля по 1 октября 1937 года. Председатель республиканской особой тройки, созданной по приказу НКВД СССР от 30.07.1937 № 00447, активный участник сталинских репрессий.
Заместитель начальника 10-го (тюремного) отдела ГУГБ НКВД СССР с 23 октября 1937 года по 28 марта 1938 года. В этой должности принял непосредственное участие в ликвидации узников Соловецкой тюрьмы особого назначения (СТОН) зимой 1937—1938 гг. Позднее — начальник Тюремного отдела НКВД СССР (28 марта — 13 октября 1938 года). Делегат Чрезвычайного 8-го съезда Советов СССР. Депутат Верховного Совета СССР 1-го созыва. Один из авторов Конституции КБАССР.

### Репрессии
Арестован 13 октября 1938 года. Внесен в список Л.Берии-А.Вышинского от 15.2.1939 г. по 1-й категории, одобренном членами Политбюро ЦК ВКП(б). 22 февраля 1939 года приговорён ВКВС СССР за «участие в контр-революционной террористической организации в органах НКВД» к ВМН. Расстрелян 23 февраля 1939 года в 1 час ночи комендантом НКВД СССР Блохиным В. М. Вместе с ним в ту ночь была расстреляна целая группа высокопоставленных сотрудников НКВД СССР, в том числе его бывш. начальник по Тюремному отделу НКВД ст. майор ГБ Я. М. Вейншток. Тело кремировано, прах захоронен в «могиле невостребованных прахов» № 1 крематория Донского кладбища.
Определением ВКВС СССР реабилитирован 5 января 1955 года, приговор отменён и дело прекращено за отсутствием состава преступления, посмертно восстановлен в партии, однако Приказ НКВД СССР об увольнении из органов госбезопасности в связи с арестом отменён не был вплоть до 2013 года. В 2013 году был посмертно уволен из органов госбезопасности в связи с гибелью. В 2005 году восстановлен в праве на государственные награды, которые были посмертно возвращены родственникам.

### Адрес
Проживал в Москве по улице Кропоткинской, дом 31, квартира 72.

## Воспоминания современников
Многочисленные встречи с Антоновым-Грицюком, беседы с ним и впечатления о нём были описаны классиком литературы Михаилом Михайловичем Пришвиным в его дневниках. М. М. Пришвин познакомился с Антоновым-Грицюком во время своей поездки на Северный Кавказ в 1936 году.

## Награды и звания
Награды СССР
- орден Красного Знамени, 1923[5];
- орден Красного Знамени, 20 ноября 1925;
- знак «Почётный работник ВЧК—ГПУ (XV)», 4 февраля 1933;
- орден Красной Звезды № 2874, 11 июля 1937[6];
- медаль «XX лет РККА», 20 февраля 1938[7].

Награды (Российская империя)
- Георгиевский крест 1-й степени
- Георгиевский крест 2-й степени
- Георгиевский крест 3-й степени
- Георгиевский крест 4-й степени

Специальные звания
- Капитан государственной безопасности, 25 ноября 1935;
- Майор государственной безопасности, 21 апреля 1937;